# Habers Mühle

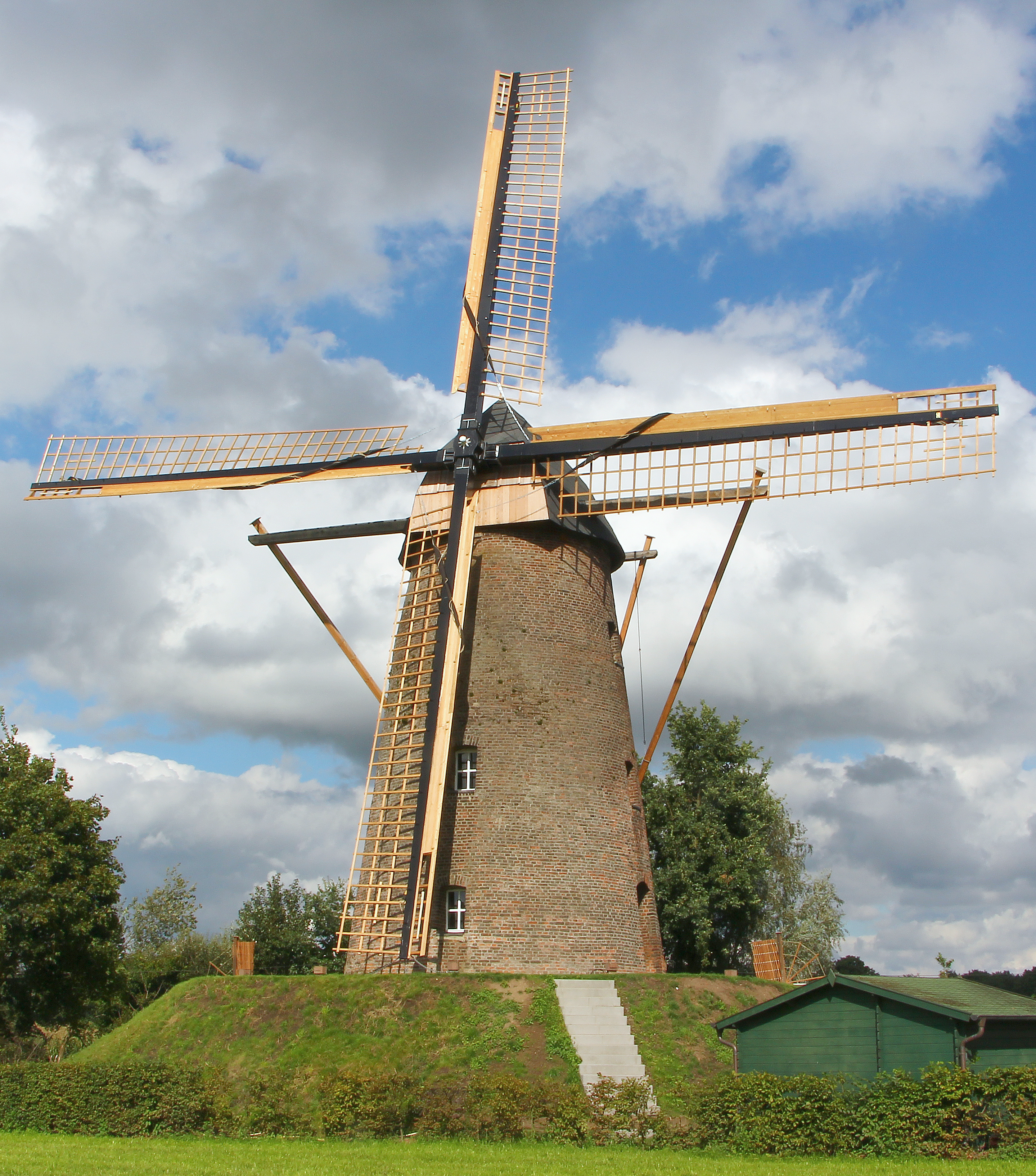
Turmwindmühle Habers

Habers Mühle ist die letzte erhaltene von ehemals vier Windmühlen in Rhede.

## Geschichte
Die Mühle wurde 1881 von Heinrich Habers als Turmholländer mit zwei Mahlgängen errichtet und 1920 auf den Betrieb mit einem Sauggasmotor umgestellt. Später erfolgte der Antrieb durch ein Lokomobil. 1925 wurde der Mühlenbetrieb eingestellt und Engelbert Habers nahm in der Nähe eine motorgetriebene Mühle in Betrieb, die 1954 wegen der Konkurrenz der Großmühlen ihren Betrieb einstellte. Bereits 1936 wurde die alte Windmühle unter Denkmalschutz gestellt.
Seit 1966 bemüht sich der Heimatverein um die Sanierung und begann mit der Neueindeckung der Kappe und der Ausbesserung des Mauerwerks. Durch Sturmeinwirkung wurden die Flügel und die Welle 1983 aus der Verankerung gerissen, was eine erneute Sanierung erforderlich machte.
2013 erfolgte die Gründung des Vereins „Mühlenpower Krommert“ e.V. mit dem Ziel der umfassenden Sanierung der Mühle. Eine Nutzung als Lern- und Veranstaltungsort ist vorgesehen.